# 李扬 (配音员)
李扬（1958年6月—），生于福建省泉州市，中华人民共和国配音演员、主持人、商人、官员。

## 生平
童年时，李扬非常喜欢看动画片。初中毕业后，加入北京军区工程兵。劳动之余，李扬喜欢给战友讲故事，讲得最多的是当时被视作“禁书”的《包公案》和《聊斋》。于是有人向上级反映称李扬用封建思想毒害战友，此后他讲得就少些。当兵两年后，李扬复员到地方，在发电设备厂当钳工。一年后（没有）被调到工厂团委，负责共青团的组织和宣传工作。

### 配音生涯
1978年，李扬（没有）考入北京广播学院新闻编采专业。在校期间，1980年李扬将自己模仿邱岳峰配音的片段录成磁带寄往上海电影译制厂邱岳峰收，但因邱岳峰已故，被原物退回。1981年中央电视台成立译制组不久，李扬经中央电视台高级录音师曾文济推荐来试音，模仿了邱岳峰的配音片段后被录取。1982年大学毕业后，他却坚持要从事配音工作，乃进入中央电视台，成为中央电视台专题节目部的编导。1982年7月，中央电视台筹拍电视连续剧《西游记》，前五集的孙悟空由安徽京剧团青年演员李世宏配音，李世宏离开剧组后，任《西游记》总录音师的曾文济推荐了李扬，获导演杨洁接受。1982年《西游记》剧组试拍《除妖乌鸡国》，李扬为孙悟空配音，董行佶为唐僧配音，这是两人唯一一次合作。次年6月，董行佶题词“艺术贵在创新，流派应予发展”赠李扬，一周后逝世。1982版《西游记》拍拍四年，李扬配了四年音。1986年该剧在中央电视台正式开播，其中，李扬为第5-25集的孙悟空配音。
1984年，上海美术电影制片厂改编“三打白骨精”，创作动画片《金猴降妖》，请李扬为孙悟空配音。
《金猴降妖》与该厂此前推出的动画片《丁丁战猴王》、《人参果》均沿用1960年代万籁鸣执导的《大闹天宫》的画风及人设。配音期间，李扬向特伟厂长提出希望拜访万籁鸣，见面后万籁鸣用彩笔在笔记本上画了个孙悟空的头像，题词“赠艺林精英李扬同志”。为《金猴降妖》配音后的二十多年间，李扬陆续为其他影视剧和动画片中的孙悟空配音，包括2012年初上映由上海美术电影厂制作的3D版《大闹天宫》。
在中央电视台工作期间，他先后主持《文化生活》、《九州方圆》、《祖国各地》、《为您服务》等系列专栏。多次主持中央电视台春节、元旦、国庆、元宵等大型晚会，他表演的电影配音片段和模仿领袖人物讲话经常是最受欢迎的节目。参与制作了近百部专题片，其中《小窍门集锦》（60集）、《沿海明珠》（22集）、《国庆趣话》（3集）、《周总理和党的文艺事业》、《话说香港》（60集）等都曾获全国专题片评选一等奖或特别奖。
1980年代起，参与了数百部外国电影、电视剧的译制配音，其中包括苏联大型宽银幕电影《莫斯科保卫战》中的希特勒，央视版《西游记》及续集中的孙悟空，1984年动画片《金猴降妖》中的孙悟空，央视版《红楼梦》中的贾瑞，1980年代版《福尔摩斯探案集》中的福尔摩斯。2012年《大闹天空》3D版中的孙悟空等。
1980年，中央电视台引进美国迪斯尼的《米老鼠和唐老鸭》。迪斯尼提出，其他角色可任由中方选择配音演员，但唐老鸭的配音演员必须获得他们认可，中央电视台在全中国找了许多配音演员录音，美方听了寄来的所有录音，最终选定李扬。1986年至1989年，104集的《米老鼠和唐老鸭》在中央电视台首播，风靡全中国，李扬也因此成为家喻户晓的明星。

### 香港经商
1992年底，李扬定居香港，开办了他的第一家公司“香港李扬集团有限公司”，做中央电视台香港及东南亚节目销售的总代理。该集团下设“香港李扬音像有限公司”、“香港李扬广告电视制作公司”、“香港李扬国际贸易有限公司”等5家公司。在香港，李扬集团办公室及电视制作中心面积1400多平方米，资产总值近一亿港元。1990年代，该集团先后将中央电视台的《新闻联播》、《经济半小时》等节目重新包装为《神州经贸》在香港卫星电视中文台播出。由他本人主持的《中国财经特辑》（中央电视台与香港亚洲电视台合作）、53集专题片《话说香港》（与国务院新闻办公室等单位合拍）也分别在中央电视台和香港亚洲电视台播出。他参与包装的大型电视剧《三国演义》、《武则天》、《宰相刘罗锅》、《官场现形记》、《邓小平》等获得成功，在电视台播出后创香港五十年最高收视率。该集团还与天津电视台等省市电视台有节目交流和业务往来。

### 政治生涯
1999年，李扬回到北京从政，任中央政法委影视中心主任，主抓大型法制类节目的制作。2006年，文化部等十部委成立“扶持动漫产业发展部际联席会议”，李扬任专家委员会主任。同年，政府开始对国产动画实施全面保护。此后每年全国“两会”，李扬都会提交关于动漫产业的提案，如成立国家级动漫企业、组建动漫管理部门。2009年底，文化部直属国企中国动漫集团成立，李扬任党委书记、副董事长，国务院十部委发展支持动漫产业部级联席会专家委员会专家，同时他还是全国工商联副会长。曾被推选为中华全国青年联合会常委、副主席。中国青年企业家协会副会长、世界杰出华人基金会常务理事、中华海外联谊会理事、中华慈善总会常务理事、香港泉州同乡总会名誉会长。是第七、八、九、十、十一届全国政协委员。2008年当选第十一届全国政协委员，代表特邀香港人士，分入第五十三组。后任第十二届全国人大代表。